# Purpuricenus mesopotamicus
Purpuricenus mesopotamicus là một loài bọ cánh cứng trong họ Cerambycidae.